# Viktor Gorbatko
Viktor Vasiljevitsj Gorbatko (Russisch: Ви́ктор Васи́льевич Горба́тко) (Goelkevitsjski, 3 december 1934 – Moskou, 17 mei 2017) was een Russisch ruimtevaarder. 
Zijn eerste ruimtevlucht maakte hij in Sojoez 7 met een Sojoez-draagraket. Deze vond plaats op 12 oktober 1969. In totaal heeft Gorbatko drie ruimtevluchten op zijn naam staan. Hij bezocht de ruimtestations Saljoet 5 en Saljoet 6. Hij was de eerste kosmonaut die post voor zijn collega's meebracht en tevens lid van de eerste bemanning die in de ruimte een partij schaak speelde met iemand op Aarde. 
In 1982 ging hij als astronaut met pensioen. Hij ontving twee keer de titel Held van de Sovjet-Unie en driemaal de Leninorde. Hij overleed in mei 2017 op 82-jarige leeftijd in zijn woonplaats Moskou en liet twee kinderen na.
Deel uitmakend van de eerste lichting kosmonauten, trainde hij samen met o.a. Joeri Gagarin. Omdat men niet goed wist hoe het menselijk lichaam op omstandigheden in de ruimte reageerde was de training zwaar en namen de mannen een doelbewust risico. In 2005 zei Gorbatko: "...Wij wisten helemaal niet wat de invloed van de ruimte op het menselijk organisme was. Wij waren aldus tot het uiterste bereid...". De verhalen die zijn broers hem vertelden over luchthelden uit de Tweede Wereldoorlog spoorden hem aan om in eerste instantie piloot te worden. Twee jaar na zijn afzwaaien als kosmonaut werd hij president van het Sportcomité van het Ministerie van Defensie. Later doceerde hij aan de Luchtmacht academie.  

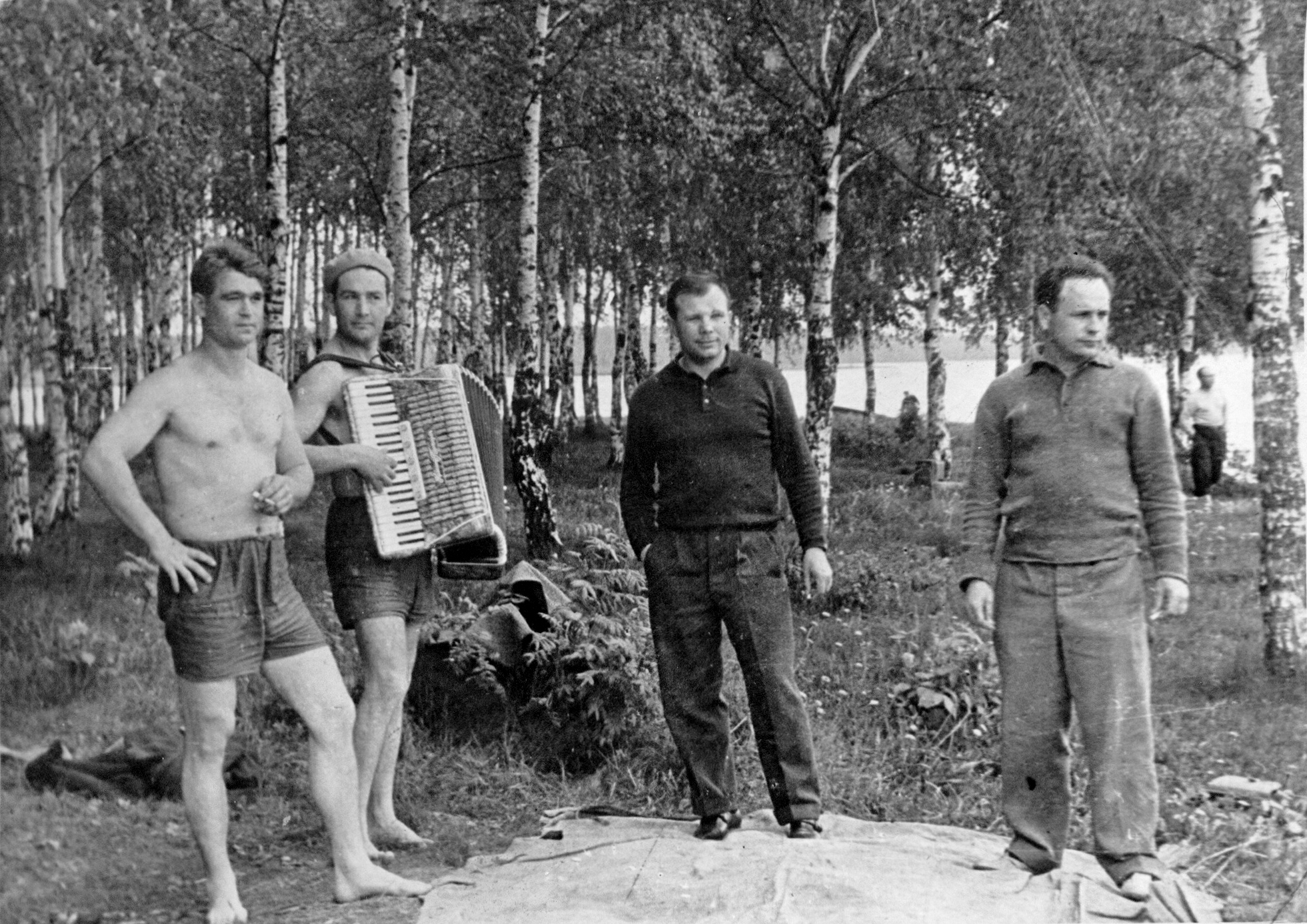
Picknick tijdens training, zomer '63. Gorbatko staat rechts, naast Gagarin. Uiterst links Filiptsjenko.